# Карлос II
Вижте пояснителната страница за други личности с името Карлос.
Карлос II (на испански: Carlos II) е крал на Испания, последен представител на династията на испанските Хабсбурги. Остава известен в историята с некадърното си и безрезултатно управление, както и с последвалата края му Война за испанското наследство.

## Произход. Физическо и психическо развитие
Карлос II е роден в Мадрид, Испания. Той е единственият оцелял син на крал Филип IV и Мариана Австрийска. Раждането на Карлос е посрещнато с облекчение в Испания, тъй като отмива за кратко страховете от бъдеща война за испанския престол, която би последвала, ако крал Филип IV не остави мъжки наследник на испанската корона. Карлос II обаче е плод на характерните за Хабсбургите кръвосмесителни бракове (неговият баща е вуйчо на майка му), които са причина в семейството му от поколения да се предават редица генетични болести, предимно психични отклонения и хемофилия, и типичната за Хабсбургите форма на челото и устните. При Карлос II това се изразява в нещо повече от физически недъзи – забавено интелектуално развитие и някои малформации, които го правят неспособен да управлява огромната Испанска империя.
В испанската история Карлос II остава с прозвището El Hechizado (Омагьосаният), тъй като Карлос II е обяснявал своята физическа и ментална недъгавост с това, че е бил омагьосан, а не на по-достоверната версия за кръвосмешението. Тази вяра в свръхестественото въздействие над Карлос е поддържана и от майка му и е причина на няколко пъти той да бъде подлаган на екзорсизъм, при което кралските екзорсисти са принуждавани да задават въпроси на демоните, които „са обладали Карлос“.
Карлос II е последният случай в историята на Хабсбургите, при който като следствие от кръвосмесителните връзки се проявяват толкова много и толкова тежки физически и психически отклонения и малформации. Карлос е страдал от мандубуларен прогнатизъм (издадена навън долна челюст), което не му е позволявало да дъвче храната си. Прекалено големият му език е правел речта му напълно неразбираема и е бил причина за обилното му лигавене. Освен това Карлос е страдал и от акромегалия и до десетата си година е носен на ръце. Страхът, че болнавият Карлос може да бъде претоварен, е причина той да остане напълно необразован, а грижите за него стигали дотам, че да бъдат задоволявани всичките му капризи. Така той категорично е отказвал да поддържа и минимална хигиена и чистоплътност. Едва когато Дон Хуан Австрийски Младши взема властта в двора, като отстранява кралицата регент Мариана Австрийска, той настоява най-накрая косата на краля да бъде сресана с гребен.
Единствената страст на недъгавия Карлос II е ловът, който упражнявал в околностите на Ескориал.

## Крал на Испания (1665 – 1700)

### Регентство
Карлос II се възкачва на престола през 1665 г. Тогава той е едва тригодишен, поради което майка му Мариана Австрийска управлява като негов регент през по-голямата част от неговото управление. През 1677 г. след дворцов преврат, тя е принудена да се оттегли и да отстъпи длъжността на Дон Хуан Австрийски Младши, но кралицата отново се завръща на тази позиция след смъртта на Дон Хуан през 1679 г.

### Самостоятелно управление
В годините, през които Карлос II е на власт, Испания преживява истинска агония. Стопанството се намира в стагнация, в страната върлува глад, а кралската власт в различните области на Испания е фиктивна. Неспособността на Карлос II да изпълнява пряко задълженията си става причина той да бъде изцяло игнориран при управлението на страната, а властта става обект на дворцови интриги, което естествено отключва и пътищата за проникване на чужди влияния, най-вече от страна на Франция.
По време на Карлос II упадъкът на външнополитическата мощ на Испания, започнал още при неговите предшественици, се ускорява. Въпреки че договорът между Испания и Португалия от 1668 г. предоставя северноафриканския анклав Сеута на Испания, испанската корона признава успеха на революцията на херцог Браганса срещу 60-годишното управление на Хабсбургите в Португалия и окончателно се отказва от претенциите си за португалската корона.
Лично под егидата на Карлос II през 1680 г. в Испания е организирано най-голямото дотогава аутодафе в историята на Испанската инквизиция, при което около 120 обвиняеми са осъдени, а над 20 са изгорени на клада. Към края на управлението си Карлос II прави и един от малкото си самостоятелни актове – създава т.н Magna Hunta (Велик съвет), който да проучи историята на Инквизицията в Испания и да разследва делата ѝ. Докладът на съвета е толкова ужасяващ, че Главният инквизитор убеждава грохналия крал да предаде чудовищното обвинение срещу светата Инквизиция на пламъците. Когато наследникът на Карлос II, Филип V Испански, заема престола, той пожелава да се запознае с доклада, но негов екземпляр така и не е намерен.

### Престолонаследието
През 1679 г. Карлос II се жени за френската принцеса Мария-Луиза Орлеанска, племенница на крал Луи XIV. Тя е жизнерадостна и красива девойка, към която Карлос II започва да изпитва дълбока любов. Бракът обаче не произвежда наследници, като за причина най-често се посочва, че Карлос II е бил импотентен. Мария-Луиза изпада в дълбока депресия и десет години след сключването на брака умира на 27-годишна възраст, оставайки краля напълно съкрушен. Разнася се мълвата, че кралицата е отровена от свекърва си Мариана Австрийска, която била загрижена да осигури поколение на сина си.
Скоро след смъртта на Мария-Луиза Карлос II сключва брак с германската принцеса Мария-Анна фон Нойбург, но той не се оказва по-успешен от първия и отново няма наследници на престола.
Към края на живота си Карлос II става свръхчувствителен и странен. Той заповядва ковчезите на предшествениците му да бъдат извадени от кралската крипта, за да ги гледа. Кралят често рони сълзи над отворения ковчег на първата си съпруга Мария-Луиза.
Когато Карлос II умира на 1 ноември 1700 г., с него изчезва и последният мъжки представител на Хабсбургската династия в Испания и мъжката линия на наследяване на испанския престол се прекъсва. Преди смъртта си Карлос посочва за свои наследници двама души: Филип дьо Бурбон, херцог Д'Анжу (внук на Луи XIV и полусестрата на Карлос II, Мария-Тереза Испанска) и като алтернатива братовчед си ерцхерцог Карл Хабсбург-Австрийски. По този повод през 1702 г. избухва т.нар. Война за испанското наследство, в която освен Франция и Австрия участват и други европейски държави. След единадесет години кръвопролитни битки Франция успява да наложи на испанския престол Филип Д'Анжу като крал Филип V, с което испанската корона преминава в ръцете на Бурбонската династия.